# Rejsby Station
Rejsby Station er en dansk jernbanestation i Rejsby.